# Baceno
Baceno là một đô thị ở tỉnh Verbano-Cusio-Ossola trong vùng Piedmont, có cự ly khoảng 140 km về phía đông bắc của Torino và khoảng 40 km về phía tây bắc của Verbania, ở biên giới với Thụy Sĩ. Tại thời điểm ngày 31 tháng 12 năm 2004, đô thị này có dân số 963 người và diện tích là 68,6 km².
Đô thị Baceno có các frazioni (đơn vị cấp dưới, chủ yếu là các làng) Alpe Devero, Croveo, Goglio, Rifugio Castiglioni E. all'Alpe Devero, và Rifugio Sesto Calende all'Alpe Devero.
Baceno giáp các đô thị: Binn (Thụy Sĩ), Crodo, Formazza, Grengiols (Thụy Sĩ), Premia, Varzo.